# Fortified Zone
Fortified Zone (怒りの要塞?, Ikari no Yōsai) è un videogioco per la console portatile Game Boy sviluppato da Jaleco e commercializzato dal 26 febbraio 1991.

## Trama
La trama di Fortified Zone segue le avventure di due mercenari: Masato Kanzaki e Mizuki Makimura e come loro si infiltrino in una zona fortificata, dove avranno a che fare con mercenari, soldati, robot e mostri prima di distruggere il complesso centrale al cuore della zona fortificata.

## Modalità di gioco
Fortified Zone è stato un gioco precursore nel permettere al giocatore di cambiare personaggio durante il gioco. Ogni personaggio ha delle forze e delle debolezze: Masato (il mercenario maschio) usa tutte le armi speciali, ma non può saltare. Mizuki (il mercenario femmina) può saltare, ma non può usare le armi speciali. Il gioco aveva quattro livelli di multi-stanza, titolato Field, Jungle, Caves e Complex. Alla fine di ogni livello il giocatore affronta un boss, i boss di fine livello sono: un'installazione di cannone, un supertank, un dragone, un bulldozer ed un grande veicolo di assalto come boss finale. Gli oggetti che possono essere raccolti dai personaggi sono: pacchi medici, lanciafiamme granate di mano, lanciatori di razzo la 3-modo mitragliatrici e pistole di catena.

## Sequel
Fortified Zone è stato il primo di una serie di 3 giochi: gli altri sono stati Fortified Zone 2 (distribuito solamente in giappone) e un Fortified Zone per Super Nintendo